# أنتوني هانكوك
أنتوني هانكوك (بالإنجليزية: Anthony Hancock)‏ هو لاعب كرة قدم أمريكية أمريكي، ولد في 10 يونيو 1960 في كليفلاند في الولايات المتحدة.

## وصلات خارجية
- أنتوني هانكوك على موقع مرجع كرة القدم المحترفة.كوم (الإنجليزية)